# Taraxacum alaskanum
Taraxacum alaskanum, vrsta maslačka raširenog po sjveroistočnoj Rusiji i sjeverozapadnoj Sjevernoj Americi (Yukon, Aljaska, Kamčatka, Kurilski otoci, Magadanska oblast). Vrsta je opisana 1901, a pripada sekciji Arctica.

## Sinonimi
- Taraxacum kamtchaticum Dahlst.
- Taraxacum pseudokamtschaticum Jurtzev